# Édouard Manet
Édouard Manet (Párizs, 1832. január 23. – Párizs, 1883. április 30.) francia festő és grafikus, a realizmus és az impresszionizmus határát jelentő korszak egyik legnagyobb alakja. A Reggeli a szabadban és Olympia című festményei fontos hivatkozási pontok lettek a fiatalabb művészek számára, akik végül megteremtették az impresszionizmust.

## Pályakezdés
Édouard Manet nem volt harcos természetű, makacs, önmagát előtérbe helyező egyéniség, mint Gustave Courbet, mégis mindketten az új, modern festőművészet első vezéregyéniségei. Manet érezte a korszakot, a művészetet, a megújulást kereste folyton, de nem annyira tudatosan, mint Courbet, de éppen akkora tehetséggel és szívóssággal. Szándékai szerint annak a polgári közösségnek festett, amelyből maga is származott. Párizsban, a Rive Gauche-on, a Louvre-ral szemben született a Petits-Augustins egyik házában. Apja az igazságügyi minisztériumban töltött be jogtanácsosi tisztséget, anyai ágon szintén ügyvédek és hivatalnokok családjából származott.
A Rollin kollégiumban tanult, hamar kitűnt rajzkészségével, iskolatársairól vázlatokat készített. Manet iskolatársa volt Antonin Proust, aki később a szépművészetek minisztere lett és 1913-ban kiadta Manet-val kapcsolatos emlékeit, amely nagyban hozzásegít bennünket a festő művészetfelfogásának megismeréséhez. Egy alkalommal, Diderot–ról vitatkozva Manet felkiáltott: „Az a fontos, hogy az ember saját korához tartozzék, és azt fesse, amit lát.” Ez volt Manet korai megnyilatkozása művészi hitvallásáról.
Manet-ból a családja tengerésztisztet szeretett volna nevelni, de nem vették fel a Tengerészeti Főiskolára, így a Brazíliába tartó „Le Havre-et-Guadeloupe” nevű hajón vállalt munkát, útja hat hónapig tartott. Bebizonyosodott a család számára, hogy Édouard Manet festő szeretne lenni, ezt engedélyezte apja, így 1850 januárjától Thomas Couture műtermét kezdte látogatni. A merev felfogású mester nyomasztólag hatott rá, ezért inkább a Louvre-ban másolt, mint ahogyan ez a korban akkor divatos volt, legszívesebben Chardin, Velázquez, Rembrandt, Correggio munkáit másolta. Firenzében lemásolta Tiziano Urbinói Vénuszát. Sokat utazott Európában a nagy festők nyomában. Legnagyobb hatással Velázquez volt rá, magával ragadta a hajdani sevillai mester látszólagos könnyedsége, színvilágának elevensége és dinamizmusa.

## Alkotói munkássága 1865-ig

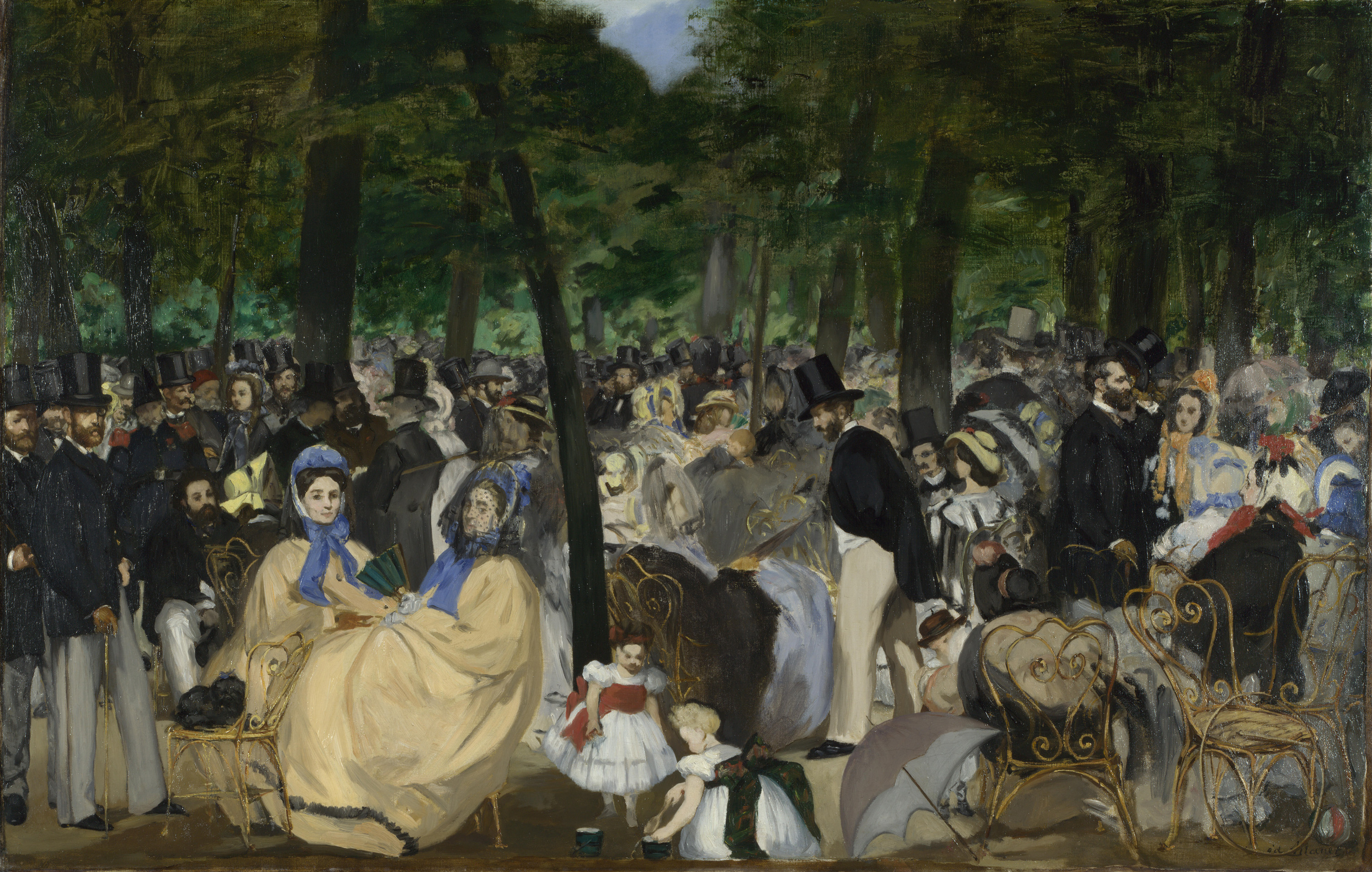
Zene a Tuilériák kertjében (1862)

Reggeli a szabadban (1863)

Manet első jelentős alkotásainak egyike szabadtéri vázlatok után készült: Zene a Tuilériák kertjében. A nyilvános hangverseny területét a korabeli felső középosztály alakjai töltik be, személy szerint is számosan felismerhetők, köztük Charles Baudelaire, Théophile Gautier, Jacques Offenbach. Másik jelentős korai képe Lola de Valence, egy spanyol táncosnőről festett egész alakos portréja. A kép derűs és elven színvilága megbotránkozást keltett a Salonban. 1862-ben Lola de Valence portréjáról és néhány korábbi festményéről rézkarcolatokat készített, ezzel indult grafikusi pályafutása.
1863-ban állította ki a Reggeli a szabadban című képét. Egy erdei tisztáson, folyópart közelében egy csoport van, két meglehetősen felöltözött úriember társalog nagyon komolyan, s két hölgy, az egyik teljesen mezítelenül ül az előtérben, a másik fehér ruhában hajlong a háttérben lévő patakban. A kép bal alsó sarkában kalácsból, gyümölcsökből egy csendélet van összeállítva. A Francia Akadémia égisze alatt működő Salon visszautasította a mű kiállítását. III. Napóleon ezúttal - a közönség nyomására - nagylelkű volt, s egy napra engedélyezte a kép megtekinthetőségét a visszautasítottak Salonjában, de ő is „tisztességtelen”nek ítélte. Tehát ez a képe is nagy botrányt kavart, (később a fiatal festők számára mintakép lett).
A spanyol témák nagyon vonzották, ennek a betetőzése volt egy nagyméretű kép, amely spanyol bikaviadalt ábrázol, címe: Epizód egy bikaviadalról, ez esetben a nagy spanyol festők utánzásával vádolták a kritikusok. Szépet, jót, őszintét festett Manet, de munkáival csak megütközést váltott ki, ilyen körülmények között nem csoda, hogy számos korai képét összetépte. (Nem véletlenül fényképezte le Nadar, egyik képének összezúzása közepette). Sajnos ez lett a sorsa az 1864-es Epizód egy bikaviadalról c. képnek is, legértékesebb (szó szerint) darabja a képnek, amely mégis megmaradt az utókorra, A halott torreádor. Az utókor számára sajnálatos, hogy Manet saját alkotásainak megsemmisítése egész élete során szokása maradt, nyilván nagy szerepet játszott ebben a visszautasított, meg nem értett alkotásainak sora, e felett érzett fájdalma, a kudarc érzése.

## Olympia

Olympia (1863)

Útkeresés, saját festői stílusának megtalálása, s nagy termékenység jellemzi az 1860-as években. Több festői műfajban kipróbálja magát, csendéleteket, tájképeket, portrékat, aktokat és az élet számos jelenetét festi. 1865-ben megbotránkoztatta a Salon zsűrijét, amikor kiállításra nyújtotta be az ő saját Vénuszát, az ugyancsak 1863-ban festett Olympiát.
Az Olympia aktmodellje ugyanaz a Victorine Meurent volt, akiről a Reggeli a szabadban c. kép előterében ülő mezítelen hölgyét mintázta. Az Olympia egy kurtizánt ábrázol az ágyán mezítelenül, amint éppen egy nagyon szép virágcsokrot hoz számára néger szolgálónője. 1865-ben mind a közönség, mind a kritikusok fel voltak háborodva, a közönség az „erkölcstelenség” miatt, a kritikusok pedig „szakmai” kifogásokat kerestek.
Pedig mérföldkő ez a kép Manet festészeti technikájában is, míg a Reggeli a szabadban képnek csak a témabeállítása volt merész, addig az Olympiánál elmarad a Salon festőire jellemző vastag sötét aláfestés, a színek itt kivilágosodnak, a kompozíció síkszerűvé válik, a színek széttörésével kontraszthatásokat ér el. Az új színfelfogással Manet új formahatást is kivált, a formák elvesztik plasztikusságukat, határozott körvonalaikat. E technikához Manet-t a színek szabad ég alatti tanulmányozása vezette el, a természetben győződhetett meg arról, hogy a színeknek nincs állandó lokális értékük, hanem mindig a megvilágítás és a levegő páratartalmától függnek. Manet tehát nemcsak az impresszionista, hanem a plein air festészetnek is előfutára volt.
A pályájuk kezdetén levő impresszionista festők lelkesedtek érte, értékelték az akt finom kontúrjait és a rózsás testet, amely ragyog a mintás fehér párnákon és takarókon, az akt lábánál levő fekete macska titkot sejtet. A kép kompozíciója nyugalmat, érzékiséget és titokzatosságot sugall. Nyilván hatással voltak Manet munkájára a korábbi Vénuszok, de talán nem is annyira Tiziano Urbinói Vénusza, amelyet korábban le is másolt, hanem Giorgione Alvó Vénusza, amelyet a drezdai múzeumban csodálhatunk meg.
Az emberiség történelme során festett legszebb Vénuszok közt (Botticelli: Vénusz születése 1485; Cousin: Eva Prima Pandora (1550); Giorgione: Alvó Vénusz 1510; Tiziano: Urbinoi Vénusz; Rubens: Vénusz 1615) ott ragyog Manet Olympiája, éppen olyan egyedülálló szépség, mint elődjeinek Vénuszai.

## Alkotói munkássága 1866-tól

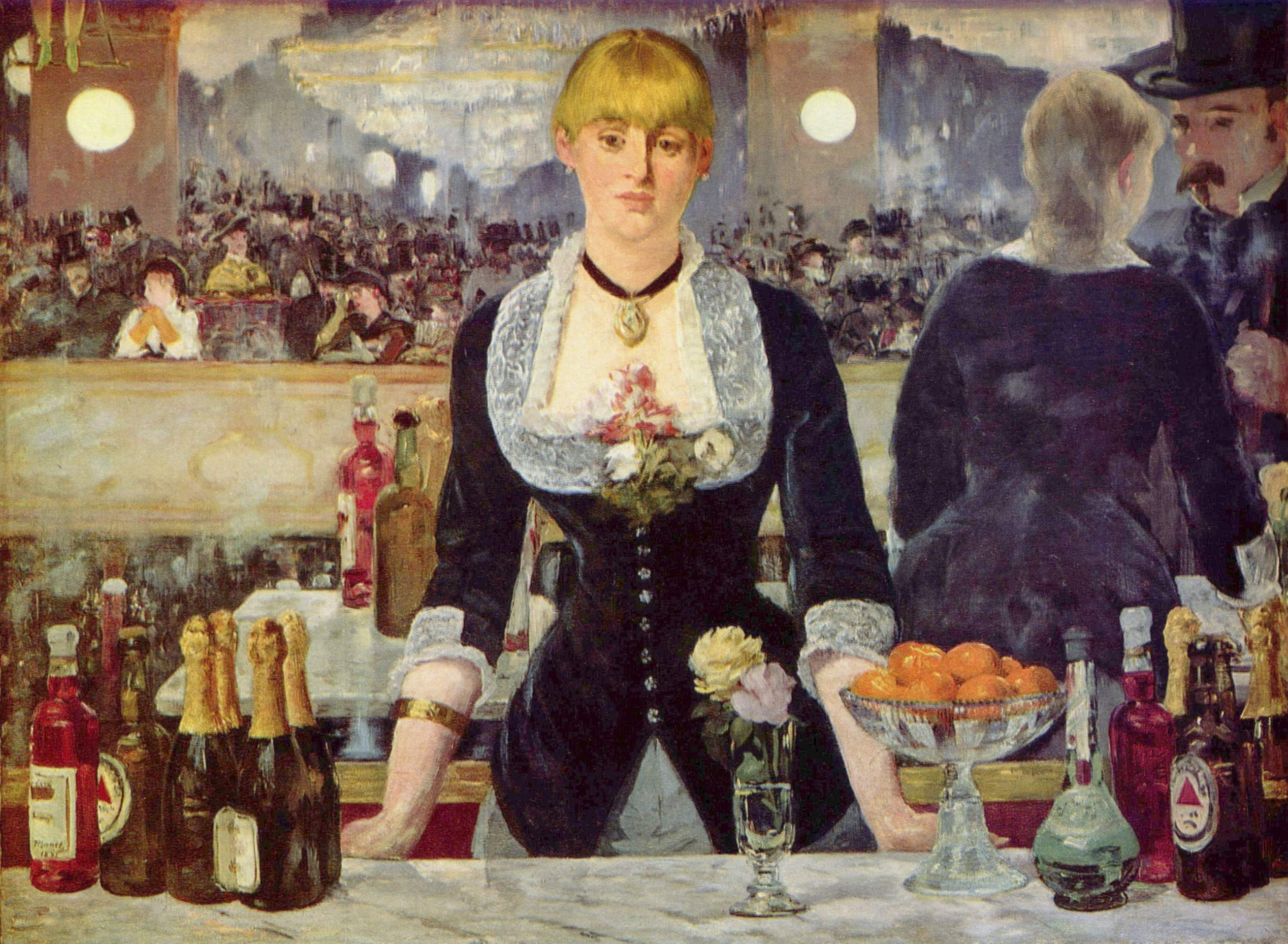
A Folies-Bergère bárja (1881-82)

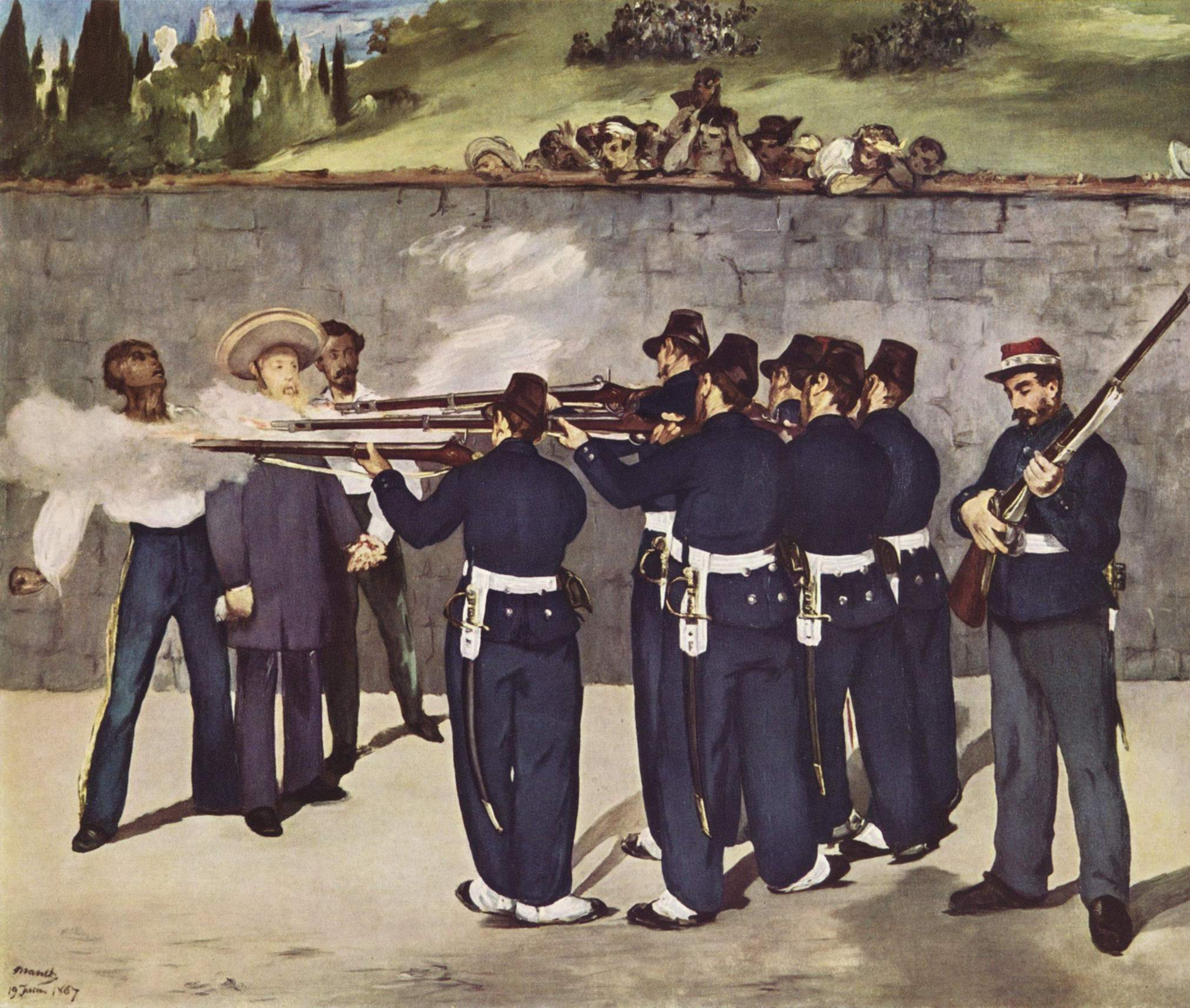
Miksa császár kivégzése (1867)

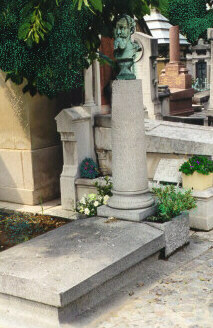
Manet sírja Passyi temetőben

1866-ból való híres és kedves képe: A fuvolás fiú, amit egyik spanyol útja után festett, modellje a császárőrség egyik apródja volt.
Az 1868-69-es évek nagyon termékenyek voltak Manet életében, számos híres képe született ekkor, köztük Az erkély című, amely egy férfit és két hölgyalakot ábrázol. A figyelem és az érzelmek megjelenítése már a festészet teljes fegyverzetével bíró művészről adnak számot. Híres egy kivégzést ábrázoló kompozíciója. Zoláról készített portréjából sugárzik az intellektus. A Reggeli a műteremben egy különös hangulatú kép, középpontjában egy szalmakalapos fiatal fiúval, akire egy idős mester néz elgondolkodva. Tengerparti tájképei nagyon sikeresek voltak, közülük legnevezetesebb A folkestoni gőzhajó indulása és A boulogne-i kikötő holdfényben, mindkettő erősen impresszionista jellegű, puha vonalak és foltszerű ábrázolás jellemzi, s erős fény- és árnyékhatások.
Manet ha megfáradt, csendéleteket festett, ezekhez nem kellett élő modell, vagy gyors vázlat, a virágok, a gyümölcsök békésen várakoztak, míg a festő lefestette azokat. 1874-ből való a Vasútnál c. képe, kezében könyvet tartó fiatal édesanyát ábrázol leánygyermekével, a gyermek a Pont d’Europe-on áthaladó vonatot nézi.
1874-ben Manet barátaival (Monet, Renoir, Caillebotte) a tenger és a folyók mentén elterülő tájak pillanatról pillanatra való változásainak tanulmányozásában volt elmerülve. Mégis egyes tengeri képein nem annyira a táj, hanem inkább a csónakban ülő emberek ábrázolása került előtérbe (Argenteuil, a csónakosok; Csónakban). Szinte feltör Manet festészetében újra és újra a realizmus, megragadni egy élettel teli jelenetet, talán ezért is tartották őt életében nagy realistának, a fiatal Cezanne a realista festőt csodálta benne.
Manet látszólag mindig könnyedén „váltott”, realizmusból impresszionizmusba, impresszionizmusból realizmusba. A majdani impresszionizmus eszközeivel tudta igazán érzékeltetni a szépséget (Szőke nő fedetlen keblekkel), a különöst (Hölgy legyezővel, Irma Brunner arcképe), a rendkívülit (Mallarmé arcképe), a mindennapit (A pincérnő, Lathuille apónál) és a magányt (A Folies-Bergère bárja). Utolsó nagy képe A Folies-Bergère bárja, központi alakja az italok felszolgálásával foglalkozó kisasszony, csinos alakja a teremnek a tükörben visszaverődő látványa és a bárvendégek tarka forgataga, s a gázlámpák fényénél feltűnik a tökéletes magány. Manet mindent tudott ábrázolni, szinte csoda, hogy őt követően is oly hatalmasat tudtak felmutatni a különböző irányzatok és technikák, de ebben része volt Manet-nak is.
1882-ben végre Manet ezen utolsó nagy képe elnyerte a közönség tetszését a párizsi Salonban, a francia Becsületrenddel tüntették ki érte.
Élete utolsó hónapjaiban virágcsendéleteket festett, egészségi állapota egyre romlott, bal lábát amputálni kellett, végül 1883. április 30-án meghalt. Sírja a párizsi Passyi temetőben található.

## Fontosabb művei
- M. et Mme Auguste Manet portréja (Portrait de M. et Mme Auguste Manet), 1860 (Musée d'Orsay, Párizs)
- A spanyol énekes (Le Chanteur espagnol), 1860 (Musée d'Orsay, Párizs)
- Zene a Tuilériák kertjében (La Musique aux Tuileries), 1860 (Tate Gallery, London)
- Lola de Valence, 1862 (Musée d'Orsay, Párizs)
- Reggeli a szabadban (Le Déjeuner sur l'herbe), 1863 (Musée d'Orsay, Párizs)
- Olympia, 1863 (Musée d'Orsay, Párizs)
- Halott torreádor (L'Homme mort), 1864 (National Gallery of Art, Washington)
- A fuvolás fiú (Le Joueur de fifre), 1866 (Musée d'Orsay, Párizs)
- Az erkély (Le Balcon), 1868 (Musée d'Orsay, Párizs)
- Miksa császár kivégzése (L'Exécution de Maximilien), 1868 (Kunsthalle, Mannheim)
- Émile Zola portréja (Portrait d'Émile Zola), 1868 (Musée d'Orsay, Párizs)
- Reggeli a műteremben (Le Déjeuner dans l'atelier), 1868-69 (Neue Pinakothek, München)
- A folkestone-i gőzhajó indulása, 1869 (Museum of Art Philadelphia)
- Vasútnál (Le Chemin de fer), 1873 (National Gallery of Art, Washington)
- Csónakban, 1874 (Metropolitan Museum, New York)
- Szőke nő fedetlen keblekkel, 1875 (amerikai magángyűjteményben)
- Mallarmé arcképe (Portrait de Stéfane Mallarmé), 1876 (Musée d'Orsay, Párizs)
- Nana, 1877 (Kunsthalle, Hamburg)
- A rue Mosnier zászlókkal (Le Rue Mosnier aux drapeaux), 1878 (Bührle-gyűjtemény, Zürich)
- A Folies Bergère bárja (Un bar aux Folies Bergère), 1881 (Courtauld Institute, London)
- Szegfűk és iszalag üvegvázában  – csendélet, 1882 körül (Musée d'Orsay, Párizs)

## Galéria

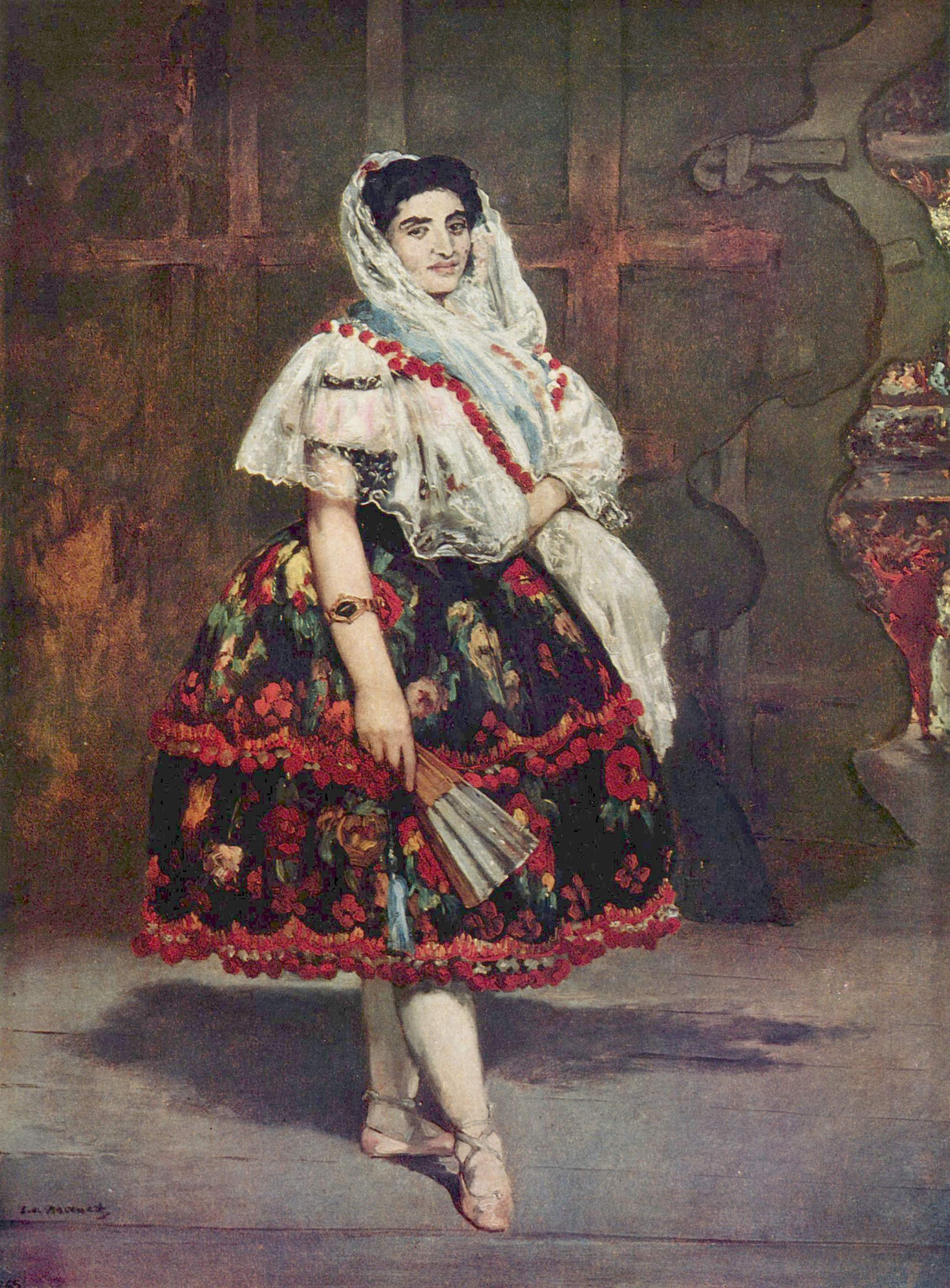
Spanyol táncosnő (1862)
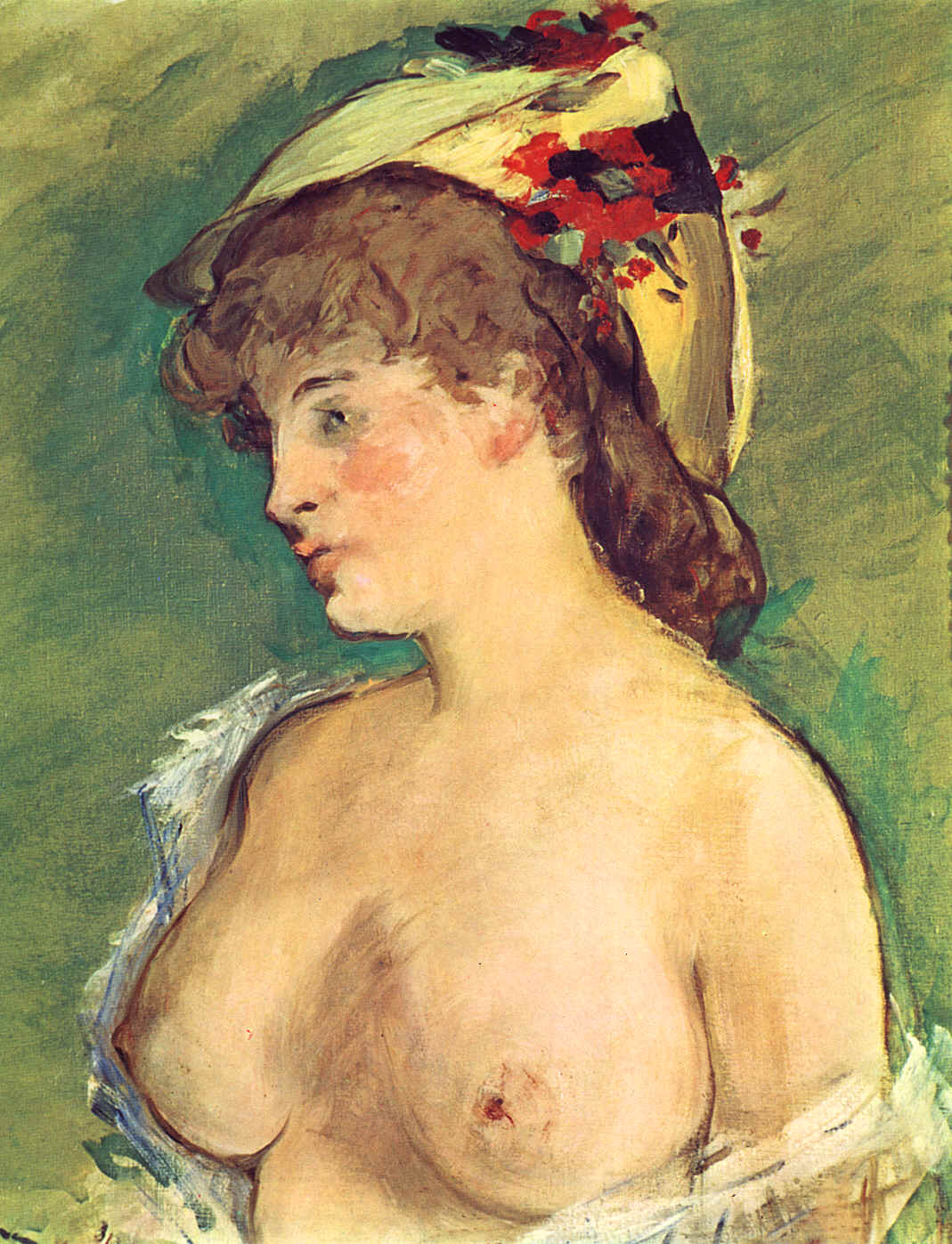
Szőke nő fedetlen keblekkel (1875)
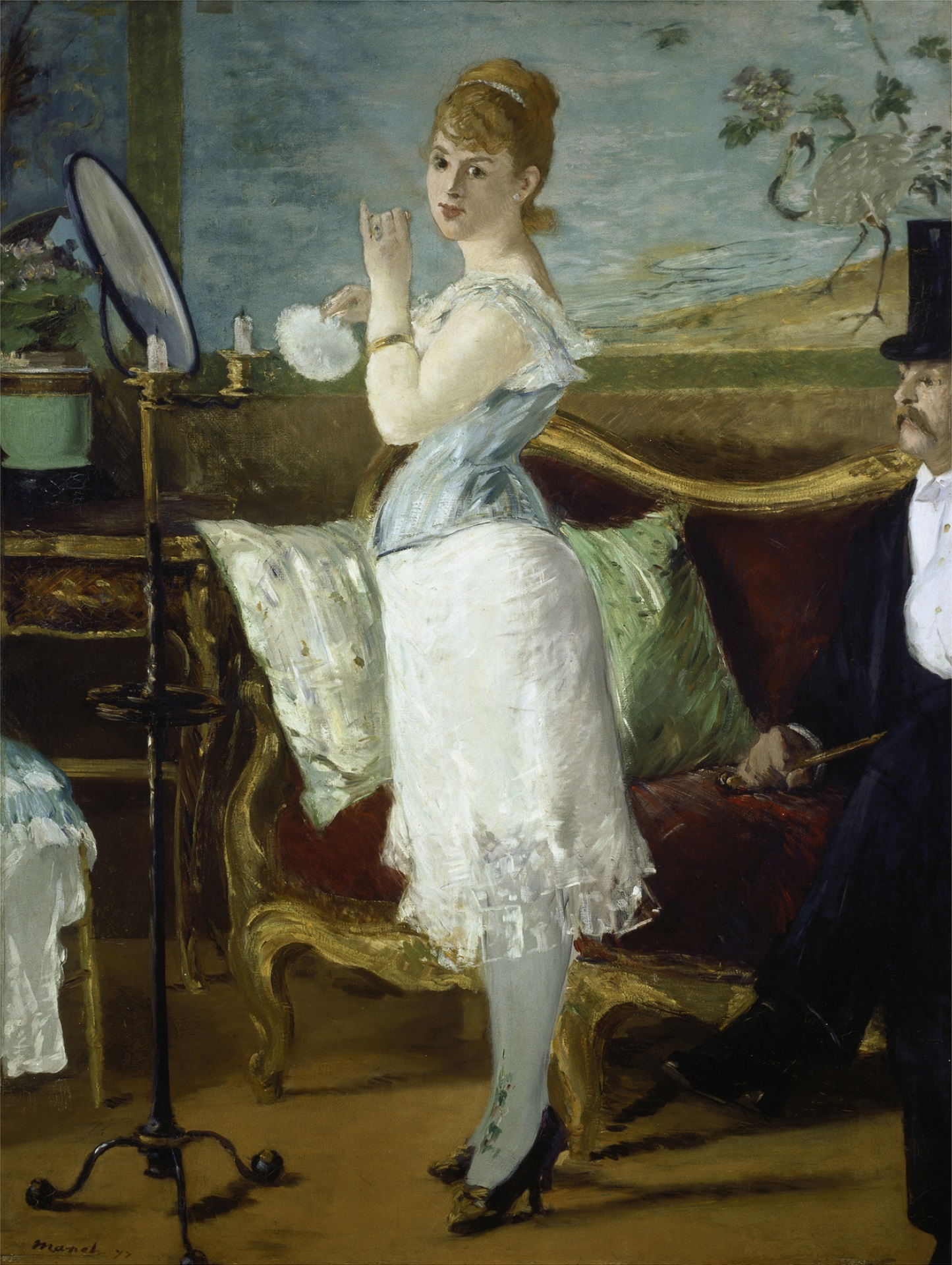
Nana (1877)
Mosnier utca zászlókkal (1878)
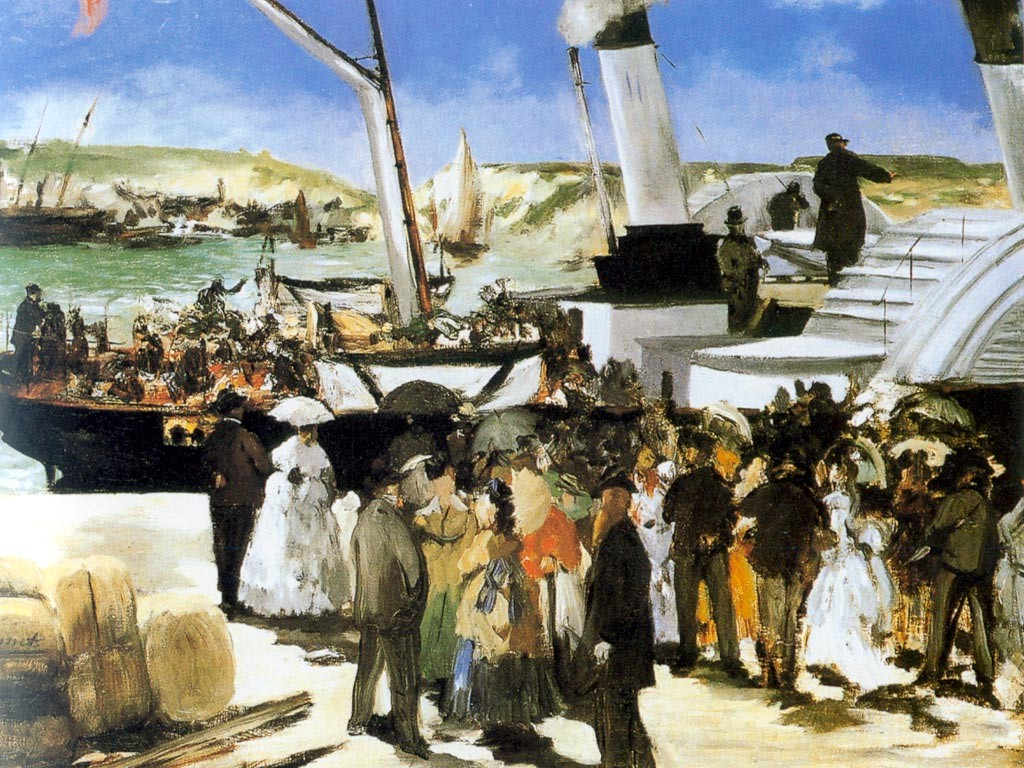
A folkestoni gőzhajó indulása (1869)
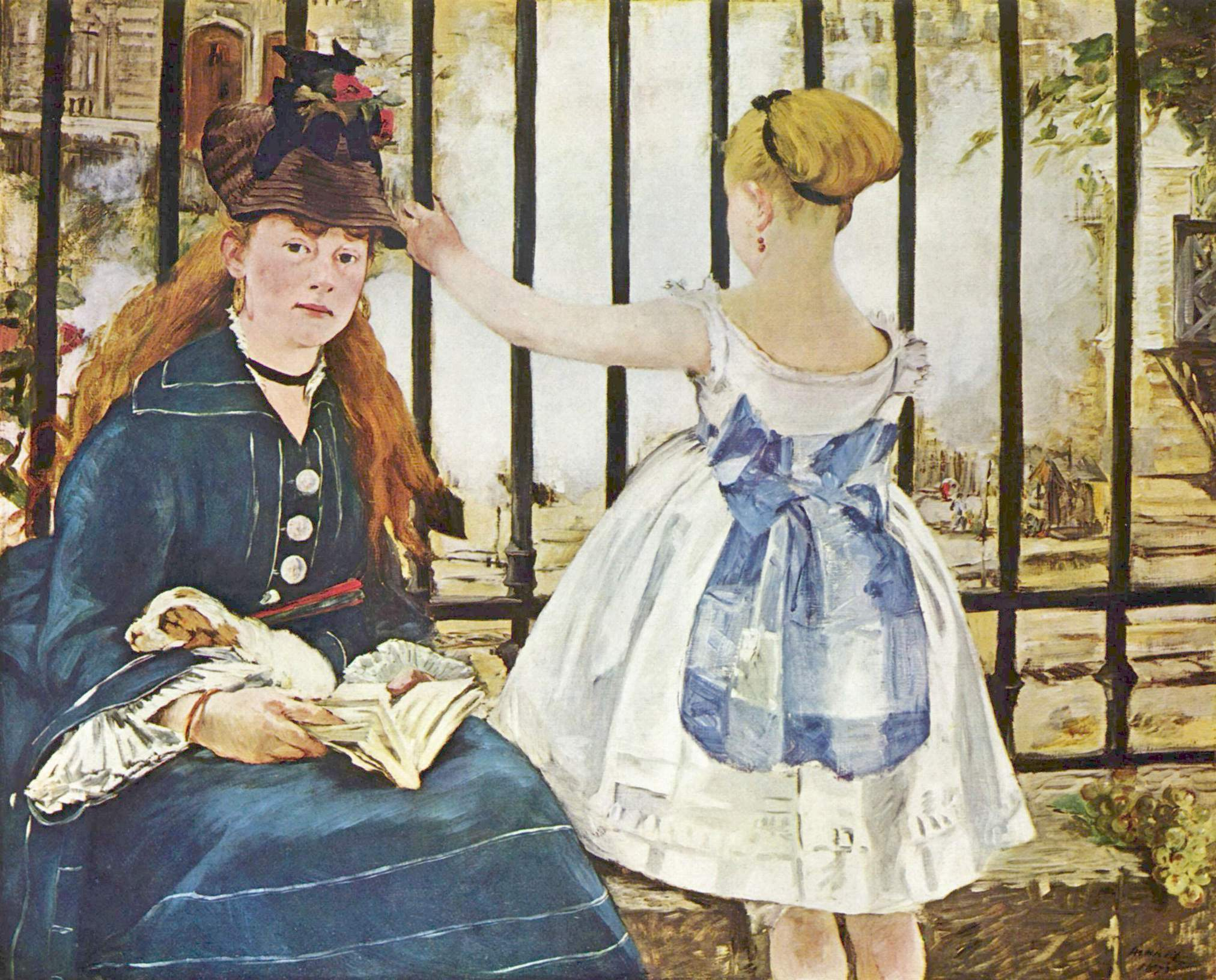
Vasútnál (1873)